# Рјалмосо (Бјела)
Рјалмосо је насеље у Италији у округу Бијела, региону Пијемонт.
Према процени из 2011. у насељу је живело 31 становника. Насеље се налази на надморској висини од 799 м.